# Kooivoetbal
Kooivoetbal is een van de vele voetbalvarianten. Samen met straatvoetbal en minivoetbal behoort het niet tot de officiële sporten en dit in tegenstelling met zaalvoetbal of futsal, die wel officieel en internationaal zijn.

## Speluitleg
Kooivoetbal wordt gespeeld in een kooi of in een gesloten gebied. In tegenstelling tot de meeste en bekende voetbalvarianten kan de bal niet uitgaan en kent kooivoetbal bijna geen spelregels. Hier kan dus gevoetbald worden met behulp van de boorden van het terrein. Het speelt geen enkele rol hoe groot of welke vorm het speelveld heeft. De tijdsduur van een wedstrijd is volledig zelf te kiezen. Meestal worden de wedstrijden ingedeeld in 2x5 minuten en wordt er 2 tegen 2 gespeeld.